# 중심좌표계

정삼각형과 직각삼각형의 무게중심 좌표.

1-면(모서리), 2-면(삼각형), 3-면(몸체)의 무게중심 세분화가 있는 3-단순체.

기하학에서 무게중심 좌표계는 점의 위치를 단순체(평면의 점에 대한 삼각형, 3차원 공간의 점에 대한 사면체 등)를 기준으로 지정하는 좌표계이다. 점의 무게중심 좌표는 단순체의 꼭짓점에 놓인 질량으로 해석될 수 있으며, 이 질량의 질량 중심 (또는 무게중심)이 해당 점이 된다. 이 질량은 0이거나 음수일 수 있다. 점이 단순체 내부에 있을 때에만 모두 양수이다.
모든 점은 무게중심 좌표를 가지며, 그 합은 결코 0이 아니다. 두 튜플의 무게중심 좌표는 비례할 때에만 동일한 점을 지정한다. 즉, 한 튜플의 요소를 동일한 0이 아닌 숫자로 곱하여 다른 튜플을 얻을 수 있을 때이다. 따라서 무게중심 좌표는 0이 아닌 상수로 곱한 것까지 정의되거나, 합이 1이 되도록 정규화된다.
무게중심 좌표는 아우구스트 페르디난트 뫼비우스가 1827년에 도입했다. 이는 특수한 동차좌표이다. 무게중심 좌표는 데카르트 좌표와 밀접하게 관련되어 있으며, 더 일반적으로는 아핀 좌표와 관련이 있다. (틀:교차참조).
무게중심 좌표는 체바 정리, 루스의 정리, 메넬라오스 정리와 같이 삼각형의 각도에 의존하지 않는 속성을 연구하는 삼각형 기하학에서 특히 유용하다. 컴퓨터 지원 설계에서는 특정 종류의 베지에 곡면을 정의하는 데 유용하다.

## 정의
유클리드 공간, 평면 또는 아핀 공간 {\displaystyle \mathbf {A} }에 있는 n + 1개의 점 {\displaystyle A_{0},\ldots ,A_{n}}이 아핀 독립이라고 하자. 이는 모든 점을 포함하는 n − 1 차원의 부분 아핀 공간이 없음을 의미한다. 또는 동등하게, 점들이 단순체를 정의한다는 의미이다. 임의의 점 {\displaystyle P\in \mathbf {A} ,}에 대해, 모두 0은 아닌 스칼라 {\displaystyle a_{0},\ldots ,a_{n}}가 존재하여
{\displaystyle (a_{0}+\cdots +a_{n}){\overset {}{\overrightarrow {OP}}}=a_{0}{\overset {}{\overrightarrow {OA_{0}}}}+\cdots +a_{n}{\overset {}{\overrightarrow {OA_{n}}}},}
임의의 점 O에 대해 성립한다. (일반적으로 {\displaystyle {\overset {}{\overrightarrow {AB}}}} 표기법은 점 A를 점 B로 매핑하는 평행 이동 벡터 또는 자유 벡터를 나타낸다.)
이 방정식을 만족하는 (n + 1)튜플 {\displaystyle (a_{0}:\dotsc :a_{n})}의 요소들을 {\displaystyle A_{0},\ldots ,A_{n}}에 대한 P의 무게중심 좌표라고 한다. 튜플 표기법에 콜론을 사용한 것은 무게중심 좌표가 일종의 동차좌표임을 의미하며, 즉 모든 좌표에 동일한 0이 아닌 상수를 곱해도 점은 변하지 않는다. 또한, 보조 점 O, 즉 원점이 변경되어도 무게중심 좌표는 변하지 않는다.
점의 무게중심 좌표는 스케일링에 따라 유일하다. 즉, 두 튜플 {\displaystyle (a_{0}:\dotsc :a_{n})}과 {\displaystyle (b_{0}:\dotsc :b_{n})}은 모든 i에 대해 {\displaystyle b_{i}=\lambda a_{i}}를 만족하는 0이 아닌 스칼라 {\displaystyle \lambda }가 있을 때에만 같은 점의 무게중심 좌표이다.
어떤 맥락에서는 점의 무게중심 좌표를 고유하게 제약하는 것이 유용하다. 이는 일반적으로 다음 조건을 부과하여 달성된다.
{\displaystyle \sum a_{i}=1,}
또는 동등하게 모든 {\displaystyle a_{i}}를 모든 {\displaystyle a_{i}}의 합으로 나누는 방식으로. 이러한 특정 무게중심 좌표는 정규화된 또는 절대 무게중심 좌표라고 불린다. 때로는 이 용어가 약간 다른 개념을 가리키기는 하지만, 아핀 좌표라고도 불린다.
때로는 정규화된 무게중심 좌표를 무게중심 좌표라고 부르기도 한다. 이 경우 위에서 정의된 좌표는 동차 무게중심 좌표라고 불린다.
위의 표기법을 사용하면, Ai의 동차 무게중심 좌표는 해당 인덱스 i의 좌표를 제외하고 모두 0이다. 실수에서 작업할 때 (위의 정의는 임의의 체에 대한 아핀 공간에도 사용된다), 모든 정규화된 무게중심 좌표가 음이 아닌 점들은 {\displaystyle \{A_{0},\ldots ,A_{n}\}}의 볼록 폐포를 형성하며, 이는 이 점들을 꼭짓점으로 하는 단순체이다.
위의 표기법에서,
{\displaystyle \sum _{i=0}^{n}a_{i}=0}
을 만족하는 튜플 {\displaystyle (a_{1},\ldots ,a_{n})}은 어떤 점도 정의하지 않지만, 벡터
{\displaystyle a_{0}{\overset {}{\overrightarrow {OA_{0}}}}+\cdots +a_{n}{\overset {}{\overrightarrow {OA_{n}}}}}
는 원점 O와 독립적이다. 이 벡터의 방향은 모든 {\displaystyle a_{i}}에 동일한 스칼라를 곱해도 변하지 않으므로, 동차 튜플 {\displaystyle (a_{0}:\dotsc :a_{n})}은 직선의 방향, 즉 무한원점을 정의한다. 자세한 내용은 아래를 참조하라.

## 데카르트 좌표 또는 아핀 좌표와의 관계
무게중심 좌표는 데카르트 좌표와 그리고 더 일반적으로는 아핀 좌표와 밀접하게 관련되어 있다. n 차원의 공간에서, 이 좌표계들은 원점 O에 대해 정의되며, 원점의 좌표는 0이고, n개의 점 {\displaystyle A_{1},\ldots ,A_{n}}에 대해 정의되며, 이 점들의 좌표는 해당 인덱스 i의 좌표가 1인 것을 제외하고는 모두 0이다.
점은 그러한 좌표계에 대해
{\displaystyle (x_{1},\ldots ,x_{n})}
의 좌표를 갖는다는 것은, 점 {\displaystyle O,A_{1},\ldots ,A_{n}}에 대한 점의 정규화된 무게중심 좌표가
{\displaystyle (1-x_{1}-\cdots -x_{n},x_{1},\ldots ,x_{n})}
임을 의미한다.
무게중심 좌표계의 주요 장점은 n + 1개의 정의 점에 대해 대칭적이라는 것이다. 따라서 이 좌표계는 n + 1개의 점에 대해 대칭적인 속성을 연구하는 데 자주 유용하다. 반면에, 거리와 각도는 일반적인 무게중심 좌표계에서는 표현하기 어렵고, 이들이 관련될 때는 일반적으로 데카르트 좌표계를 사용하는 것이 더 간단하다.

## 사영 좌표와의 관계
동차 무게중심 좌표는 일부 사영 좌표와도 밀접하게 관련되어 있다. 그러나 이 관계는 아핀 좌표의 경우보다 더 미묘하며, 명확히 이해하려면 아핀 공간의 사영 완비에 대한 좌표 없는 정의와 사영 프레임의 정의가 필요하다.
n 차원의 아핀 공간의 사영 완비는 초평면의 여집합으로 아핀 공간을 포함하는 같은 차원의 사영 공간이다. 사영 완비는 동형 사상까지 유일하다. 이 초평면은 무한원 평면이라고 불리며, 그 점들은 아핀 공간의 무한원점이다.
n 차원의 사영 공간이 주어졌을 때, 사영 프레임은 같은 초평면에 포함되지 않는 n + 2개의 점으로 구성된 순서 집합이다. 사영 프레임은 사영 좌표계를 정의하며, 프레임의 (n + 2)번째 점의 좌표는 모두 같고, 그 외에는 i번째 점의 모든 좌표는 0이며, i번째 좌표만 0이 아니다.
아핀 좌표계에서 사영 완비를 구성할 때, 일반적으로 좌표축의 무한원 평면과의 교점, 아핀 공간의 원점, 그리고 모든 아핀 좌표가 1인 점으로 구성된 사영 프레임을 기준으로 정의한다. 이는 무한원점의 마지막 좌표가 0이고, 아핀 공간의 점의 사영 좌표는 (n + 1)번째 좌표로 1을 추가하여 아핀 좌표를 완성함으로써 얻어진다는 것을 의미한다.
아핀 공간에 무게중심 좌표계를 정의하는 n + 1개의 점이 있을 때, 이는 선택하기 편리한 사영 완비의 또 다른 사영 프레임이다. 이 프레임은 이 점들과 이 점들의 무게중심으로 구성되며, 무게중심은 모든 무게중심 좌표가 같은 점이다. 이 경우, 아핀 공간의 한 점의 동차 무게중심 좌표는 이 점의 사영 좌표와 같다. 점이 무한원점에 있을 필요충분조건은 그 좌표의 합이 0이라는 것이다. 이 점은 #정의의 끝 부분에서 정의된 벡터의 방향에 있다.

## 삼각형에 대한 무게중심 좌표
삼각형의 맥락에서, 무게중심 좌표는 면적 좌표라고도 알려져 있다. P의 삼각형 ABC에 대한 좌표는 PBC, PCA, PAB의 (부호 있는) 면적과 기준 삼각형 ABC의 면적 비율과 같기 때문이다. 면적 좌표와 삼선형 좌표는 기하학에서 비슷한 목적으로 사용된다.
무게중심 좌표 또는 면적 좌표는 삼각형 하위 도메인을 포함하는 공학 응용 분야에서 매우 유용하다. 이들은 분석 적분을 더 쉽게 계산할 수 있게 해주며, 가우스 구적법 표는 종종 면적 좌표로 표시된다.
x,y 평면 {\displaystyle \mathbb {R} ^{2}}에 꼭짓점 {\displaystyle A=(a_{1},a_{2})}, {\displaystyle B=(b_{1},b_{2})}, {\displaystyle C=(c_{1},c_{2})}를 가진 삼각형 {\displaystyle ABC}를 생각해보자. {\displaystyle \mathbb {R} ^{2}}의 점들은 벡터로 간주될 수 있으므로, 이들을 더하거나 빼고 스칼라를 곱하는 것이 가능하다.
각 삼각형 {\displaystyle ABC}는 부호 있는 면적 또는 sarea를 가지며, 이는 면적에 양수 또는 음수 부호를 붙인 것이다.
```
 

  

    

      

        
sarea

        
⁡

        
(

        
A

        
B

        
C

        
)

        
=

        
±

        
area

        
⁡

        
(

        
A

        
B

        
C

        
)

        
.

      

    

    
{\displaystyle \operatorname {sarea} (ABC)=\pm \operatorname {area} (ABC).}

  

```

{\displaystyle A}에서 {\displaystyle B}로, {\displaystyle B}에서 {\displaystyle C}로, 다시 {\displaystyle A}로 돌아오는 경로가 삼각형을 시계 반대 방향으로 돌면 부호는 양수이다. 시계 방향으로 돌면 부호는 음수이다.
평면의 한 점을 {\displaystyle P}라고 하고, 삼각형 {\displaystyle ABC}에 대한 정규화된 무게중심 좌표를 {\displaystyle (\lambda _{1},\lambda _{2},\lambda _{3})}라고 하면,
```
 

  

    

      

        
P

        
=

        

          
λ

          

            
1

          

        

        
A

        
+

        

          
λ

          

            
2

          

        

        
B

        
+

        

          
λ

          

            
3

          

        

        
C

      

    

    
{\displaystyle P=\lambda _{1}A+\lambda _{2}B+\lambda _{3}C}

  

```

이고
```
 

  

    

      

        
1

        
=

        

          
λ

          

            
1

          

        

        
+

        

          
λ

          

            
2

          

        

        
+

        

          
λ

          

            
3

          

        

        
.

      

    

    
{\displaystyle 1=\lambda _{1}+\lambda _{2}+\lambda _{3}.}

  

```

정규화된 무게중심 좌표 {\displaystyle (\lambda _{1},\lambda _{2},\lambda _{3})}는 부호 있는 삼각형 면적의 비율을 나타내기 때문에 면적 좌표라고도 불린다.
```
 

  

    

      

        

          

            

              

                

                  
λ

                  

                    
1

                  

                

              

              

                

                
=

                
sarea

                
⁡

                
(

                
P

                
B

                
C

                
)

                

                  
/

                

                
sarea

                
⁡

                
(

                
A

                
B

                
C

                
)

              

            

            

              

                

                  
λ

                  

                    
2

                  

                

              

              

                

                
=

                
sarea

                
⁡

                
(

                
A

                
P

                
C

                
)

                

                  
/

                

                
sarea

                
⁡

                
(

                
A

                
B

                
C

                
)

              

            

            

              

                

                  
λ

                  

                    
3

                  

                

              

              

                

                
=

                
sarea

                
⁡

                
(

                
A

                
B

                
P

                
)

                

                  
/

                

                
sarea

                
⁡

                
(

                
A

                
B

                
C

                
)

                
.

              

            

          

        

      

    

    
{\displaystyle {\begin{aligned}\lambda _{1}&=\operatorname {sarea} (PBC)/\operatorname {sarea} (ABC)\\\lambda _{2}&=\operatorname {sarea} (APC)/\operatorname {sarea} (ABC)\\\lambda _{3}&=\operatorname {sarea} (ABP)/\operatorname {sarea} (ABC).\end{aligned}}}

  

```

이러한 비율 공식은 삼각형이 평행사변형의 절반이며, 평행사변형의 면적은 행렬식을 사용하여 쉽게 계산할 수 있다는 사실에 기반하여 증명할 수 있다.
구체적으로,
```
   

  

    

      

        
D

        
=

        
−

        
A

        
+

        
B

        
+

        
C

        
.

      

    

    
{\displaystyle D=-A+B+C.}

  

```

{\displaystyle ABCD}는 평행사변형이다. 왜냐하면 변위 벡터 {\displaystyle D-C=B-A}와 {\displaystyle D-B=C-A} 쌍으로 표현되는 반대편 변들이 평행하고 합동이기 때문이다.
삼각형 {\displaystyle ABC}는 평행사변형 {\displaystyle ABDC}의 절반이므로, 부호 있는 면적의 두 배는 평행사변형의 부호 있는 면적과 같으며, 이는 변위 벡터 {\displaystyle B-A}와 {\displaystyle C-A}를 열로 하는 {\displaystyle 2\times 2} 행렬식 {\displaystyle \det(B-A,C-A)}으로 주어진다.
```
   

  

    

      

        
sarea

        
⁡

        
(

        
A

        
B

        
C

        
D

        
)

        
=

        
det

        

          

            
(

            

              

                

                  

                    
b

                    

                      
1

                    

                  

                  
−

                  

                    
a

                    

                      
1

                    

                  

                

                

                  

                    
c

                    

                      
1

                    

                  

                  
−

                  

                    
a

                    

                      
1

                    

                  

                

              

              

                

                  

                    
b

                    

                      
2

                    

                  

                  
−

                  

                    
a

                    

                      
2

                    

                  

                

                

                  

                    
c

                    

                      
2

                    

                  

                  
−

                  

                    
a

                    

                      
2

                    

                  

                

              

            

            
)

          

        

      

    

    
{\displaystyle \operatorname {sarea} (ABCD)=\det {\begin{pmatrix}b_{1}-a_{1}&c_{1}-a_{1}\\b_{2}-a_{2}&c_{2}-a_{2}\end{pmatrix}}}

  

```

행렬식을 확장하여 교대 및 다중 선형 속성을 사용하면,
```
   

  

    

      

        

          

            

              

                
det

                
(

                
B

                
−

                
A

                
,

                
C

                
−

                
A

                
)

              

              

                

                
=

                
det

                
(

                
B

                
,

                
C

                
)

                
−

                
det

                
(

                
A

                
,

                
C

                
)

                
−

                
det

                
(

                
B

                
,

                
A

                
)

                
+

                
det

                
(

                
A

                
,

                
A

                
)

              

            

            

              

              

                

                
=

                
det

                
(

                
A

                
,

                
B

                
)

                
+

                
det

                
(

                
B

                
,

                
C

                
)

                
+

                
det

                
(

                
C

                
,

                
A

                
)

              

            

          

        

      

    

    
{\displaystyle {\begin{aligned}\det(B-A,C-A)&=\det(B,C)-\det(A,C)-\det(B,A)+\det(A,A)\\&=\det(A,B)+\det(B,C)+\det(C,A)\end{aligned}}}

  

```

이므로
```
  

  

    

      

        
2

        
sarea

        
⁡

        
(

        
A

        
B

        
C

        
)

        
=

        
det

        
(

        
A

        
,

        
B

        
)

        
+

        
det

        
(

        
B

        
,

        
C

        
)

        
+

        
det

        
(

        
C

        
,

        
A

        
)

        
.

      

    

    
{\displaystyle 2\operatorname {sarea} (ABC)=\det(A,B)+\det(B,C)+\det(C,A).}

  

```

마찬가지로,
```
  

  

    

      

        
2

        
sarea

        
⁡

        
(

        
P

        
B

        
C

        
)

        
=

        
det

        
(

        
P

        
,

        
B

        
)

        
+

        
det

        
(

        
B

        
,

        
C

        
)

        
+

        
det

        
(

        
C

        
,

        
P

        
)

      

    

    
{\displaystyle 2\operatorname {sarea} (PBC)=\det(P,B)+\det(B,C)+\det(C,P)}

  

,
```

이러한 부호 있는 면적의 비율을 얻기 위해, 두 번째 공식에서 {\displaystyle P}를 무게중심 좌표로 표현하면 다음과 같다.
```
  

  

    

      

        

          

            

              

                
2

                
sarea

                
⁡

                
(

                
P

                
B

                
C

                
)

              

              

                

                
=

                
det

                
(

                

                  
λ

                  

                    
1

                  

                

                
A

                
+

                

                  
λ

                  

                    
2

                  

                

                
B

                
+

                

                  
λ

                  

                    
3

                  

                

                
C

                
,

                
B

                
)

                
+

                
det

                
(

                
B

                
,

                
C

                
)

                
+

                
det

                
(

                
C

                
,

                

                  
λ

                  

                    
1

                  

                

                
A

                
+

                

                  
λ

                  

                    
2

                  

                

                
B

                
+

                

                  
λ

                  

                    
3

                  

                

                
C

                
)

              

            

            

              

              

                

                
=

                

                  
λ

                  

                    
1

                  

                

                
det

                
(

                
A

                
,

                
B

                
)

                
+

                

                  
λ

                  

                    
3

                  

                

                
det

                
(

                
C

                
,

                
B

                
)

                
+

                
det

                
(

                
B

                
,

                
C

                
)

                
+

                

                  
λ

                  

                    
1

                  

                

                
det

                
(

                
C

                
,

                
A

                
)

                
+

                

                  
λ

                  

                    
2

                  

                

                
det

                
(

                
C

                
,

                
B

                
)

              

            

            

              

              

                

                
=

                

                  
λ

                  

                    
1

                  

                

                
det

                
(

                
A

                
,

                
B

                
)

                
+

                

                  
λ

                  

                    
1

                  

                

                
det

                
(

                
C

                
,

                
A

                
)

                
+

                
(

                
1

                
−

                

                  
λ

                  

                    
2

                  

                

                
−

                

                  
λ

                  

                    
3

                  

                

                
)

                
det

                
(

                
B

                
,

                
C

                
)

              

            

          

        

        
.

      

    

    
{\displaystyle {\begin{aligned}2\operatorname {sarea} (PBC)&=\det(\lambda _{1}A+\lambda _{2}B+\lambda _{3}C,B)+\det(B,C)+\det(C,\lambda _{1}A+\lambda _{2}B+\lambda _{3}C)\\&=\lambda _{1}\det(A,B)+\lambda _{3}\det(C,B)+\det(B,C)+\lambda _{1}\det(C,A)+\lambda _{2}\det(C,B)\\&=\lambda _{1}\det(A,B)+\lambda _{1}\det(C,A)+(1-\lambda _{2}-\lambda _{3})\det(B,C)\end{aligned}}.}

  

```

무게중심 좌표는 {\displaystyle 1=\lambda _{1}+\lambda _{2}+\lambda _{3}}로 정규화되어 있으므로 {\displaystyle \lambda _{1}=(1-\lambda _{2}-\lambda _{3})}이다. 이를 이전 줄에 대입하면
```
  

  

    

      

        

          

            

              

                
2

                
sarea

                
⁡

                
(

                
P

                
B

                
C

                
)

              

              

                

                
=

                

                  
λ

                  

                    
1

                  

                

                
(

                
det

                
(

                
A

                
,

                
B

                
)

                
+

                
det

                
(

                
B

                
,

                
C

                
)

                
+

                
det

                
(

                
C

                
,

                
A

                
)

                
)

              

            

            

              

              

                

                
=

                
(

                

                  
λ

                  

                    
1

                  

                

                
)

                
(

                
2

                
sarea

                
⁡

                
(

                
A

                
B

                
C

                
)

                
)

                
.

              

            

          

        

      

    

    
{\displaystyle {\begin{aligned}2\operatorname {sarea} (PBC)&=\lambda _{1}(\det(A,B)+\det(B,C)+\det(C,A))\\&=(\lambda _{1})(2\operatorname {sarea} (ABC)).\end{aligned}}}

  

```

따라서
```
 

  

    

      

        

          
λ

          

            
1

          

        

        
=

        
sarea

        
⁡

        
(

        
P

        
B

        
C

        
)

        

          
/

        

        
sarea

        
⁡

        
(

        
A

        
B

        
C

        
)

      

    

    
{\displaystyle \lambda _{1}=\operatorname {sarea} (PBC)/\operatorname {sarea} (ABC)}

  

.
```

유사한 계산으로 다른 두 공식도 증명된다.
```
 

  

    

      

        

          
λ

          

            
2

          

        

        
=

        
sarea

        
⁡

        
(

        
A

        
P

        
C

        
)

        

          
/

        

        
sarea

        
⁡

        
(

        
A

        
B

        
C

        
)

      

    

    
{\displaystyle \lambda _{2}=\operatorname {sarea} (APC)/\operatorname {sarea} (ABC)}

  

 

  

    

      

        

          
λ

          

            
3

          

        

        
=

        
sarea

        
⁡

        
(

        
A

        
B

        
P

        
)

        

          
/

        

        
sarea

        
⁡

        
(

        
A

        
B

        
C

        
)

      

    

    
{\displaystyle \lambda _{3}=\operatorname {sarea} (ABP)/\operatorname {sarea} (ABC)}

  

.
```

{\displaystyle P}의 삼선형 좌표 {\displaystyle (\gamma _{1},\gamma _{2},\gamma _{3})}는 각각 BC, AC, AB 선에 대한 {\displaystyle P}로부터의 부호 있는 거리이다. {\displaystyle \gamma _{1}}의 부호는 {\displaystyle P}와 {\displaystyle A}가 BC의 같은 쪽에 있으면 양수이고, 그렇지 않으면 음수이다. {\displaystyle \gamma _{2}}와 {\displaystyle \gamma _{3}}의 부호는 유사하게 할당된다.
```
 

  

    

      

        
a

        
=

        
length

        
⁡

        
(

        
B

        
C

        
)

      

    

    
{\displaystyle a=\operatorname {length} (BC)}

  

, 

  

    

      

        
b

        
=

        
length

        
⁡

        
(

        
C

        
A

        
)

      

    

    
{\displaystyle b=\operatorname {length} (CA)}

  

, 

  

    

      

        
c

        
=

        
length

        
⁡

        
(

        
A

        
B

        
)

      

    

    
{\displaystyle c=\operatorname {length} (AB)}

  

.
```

그러면
```
 

  

    

      

        

          

            

              

                

                  
γ

                  

                    
1

                  

                

                
a

              

              

                

                
=

                
±

                
2

                
sarea

                
⁡

                
(

                
P

                
B

                
C

                
)

              

            

            

              

                

                  
γ

                  

                    
2

                  

                

                
b

              

              

                

                
=

                
±

                
2

                
sarea

                
⁡

                
(

                
A

                
P

                
C

                
)

              

            

            

              

                

                  
γ

                  

                    
3

                  

                

                
c

              

              

                

                
=

                
±

                
2

                
sarea

                
⁡

                
(

                
A

                
B

                
P

                
)

              

            

          

        

      

    

    
{\displaystyle {\begin{aligned}\gamma _{1}a&=\pm 2\operatorname {sarea} (PBC)\\\gamma _{2}b&=\pm 2\operatorname {sarea} (APC)\\\gamma _{3}c&=\pm 2\operatorname {sarea} (ABP)\end{aligned}}}

  

```

여기서 sarea는 위에서와 같이 부호 있는 면적을 나타낸다. 삼각형 ABC가 양의 방향으로 향하면 세 부호 모두 양수이고, 그렇지 않으면 음수이다. 삼선형 좌표와 무게중심 좌표 사이의 관계는 이 공식들을 무게중심 좌표를 면적 비율로 표현하는 위 공식에 대입하여 얻어진다.
무게중심 좌표와 다른 좌표계 사이를 오가면 일부 문제를 훨씬 쉽게 해결할 수 있다.

### 무게중심 좌표와 데카르트 좌표 간의 변환

#### 변 접근법
삼각형 평면의 점 {\displaystyle \mathbf {r} }이 주어지면, 데카르트 좌표 {\displaystyle (x,y)}로부터 무게중심 좌표 {\displaystyle \lambda _{1}}, {\displaystyle \lambda _{2}}, {\displaystyle \lambda _{3}}를 얻거나 그 반대로도 얻을 수 있다.
점 {\displaystyle \mathbf {r} }의 데카르트 좌표를 삼각형 꼭짓점 {\displaystyle \mathbf {r} _{1}}, {\displaystyle \mathbf {r} _{2}}, {\displaystyle \mathbf {r} _{3}} (여기서 {\displaystyle \mathbf {r} _{i}=(x_{i},y_{i})})의 데카르트 성분으로, 그리고 {\displaystyle \mathbf {r} }의 무게중심 좌표로 다음과 같이 쓸 수 있다.
{\displaystyle {\begin{aligned}x&=\lambda _{1}x_{1}+\lambda _{2}x_{2}+\lambda _{3}x_{3}\\[2pt]y&=\lambda _{1}y_{1}+\lambda _{2}y_{2}+\lambda _{3}y_{3}\end{aligned}}}
즉, 어떤 점의 데카르트 좌표는 삼각형 꼭짓점의 데카르트 좌표를 가중 평균한 것으로, 가중치는 점의 무게중심 좌표이며 그 합은 1이다.
데카르트 좌표에서 무게중심 좌표로의 역변환을 찾기 위해, 먼저 {\displaystyle \lambda _{3}=1-\lambda _{1}-\lambda _{2}}를 위 식에 대입하면 다음과 같다.
{\displaystyle {\begin{aligned}x&=\lambda _{1}x_{1}+\lambda _{2}x_{2}+(1-\lambda _{1}-\lambda _{2})x_{3}\\[2pt]y&=\lambda _{1}y_{1}+\lambda _{2}y_{2}+(1-\lambda _{1}-\lambda _{2})y_{3}\end{aligned}}}
재배열하면 다음과 같다.
{\displaystyle {\begin{aligned}\lambda _{1}(x_{1}-x_{3})+\lambda _{2}(x_{2}-x_{3})+x_{3}-x&=0\\[2pt]\lambda _{1}(y_{1}-y_{3})+\lambda _{2}(y_{2}-\,y_{3})+y_{3}-\,y&=0\end{aligned}}}
이 선형 변환은 다음과 같이 더 간결하게 쓸 수 있다.
{\displaystyle \mathbf {T} \cdot \lambda =\mathbf {r} -\mathbf {r} _{3}}
여기서 {\displaystyle \lambda }는 처음 두 무게중심 좌표의 벡터이고, {\displaystyle \mathbf {r} }은 유클리드 벡터의 데카르트 좌표이고, {\displaystyle \mathbf {T} }는 다음과 같이 주어진 행렬이다.
{\displaystyle \mathbf {T} =\left({\begin{matrix}x_{1}-x_{3}&x_{2}-x_{3}\\y_{1}-y_{3}&y_{2}-y_{3}\end{matrix}}\right)}
이제 행렬 {\displaystyle \mathbf {T} }는 가역이다. 왜냐하면 {\displaystyle \mathbf {r} _{1}-\mathbf {r} _{3}}과 {\displaystyle \mathbf {r} _{2}-\mathbf {r} _{3}}은 선형 독립이기 때문이다 (그렇지 않다면 {\displaystyle \mathbf {r} _{1}}, {\displaystyle \mathbf {r} _{2}}, {\displaystyle \mathbf {r} _{3}}은 공선점이 되어 삼각형을 형성하지 않을 것이다). 따라서 위 방정식을 다음과 같이 재배열할 수 있다.
{\displaystyle \left({\begin{matrix}\lambda _{1}\\\lambda _{2}\end{matrix}}\right)=\mathbf {T} ^{-1}(\mathbf {r} -\mathbf {r} _{3})}
따라서 무게중심 좌표를 찾는 것은 {\displaystyle \mathbf {T} }의 2×2 역행렬을 찾는 쉬운 문제로 귀결되었다.
명시적으로, 점 {\displaystyle \mathbf {r} }의 무게중심 좌표를 그 데카르트 좌표 (x, y)와 삼각형 꼭짓점의 데카르트 좌표로 표현하는 공식은 다음과 같다.
{\displaystyle {\begin{aligned}\lambda _{1}=&\ {\frac {(y_{2}-y_{3})(x-x_{3})+(x_{3}-x_{2})(y-y_{3})}{\det(\mathbf {T} )}}\\[4pt]&={\frac {(y_{2}-y_{3})(x_{1}-x_{3})+(x_{3}-x_{2})(y_{1}-y_{3})}{(y_{2}-y_{3})(x_{1}-x_{3})+(x_{3}-x_{2})(y_{1}-y_{3})}}\\[4pt]&={\frac {(\mathbf {r} -\mathbf {r_{3}} )\times (\mathbf {r_{2}} -\mathbf {r_{3}} )}{(\mathbf {r_{1}} -\mathbf {r_{3}} )\times (\mathbf {r_{2}} -\mathbf {r_{3}} )}}\\[12pt]\lambda _{2}=&\ {\frac {(y_{3}-y_{1})(x-x_{3})+(x_{1}-x_{3})(y-y_{3})}{\det(\mathbf {T} )}}\\[4pt]&={\frac {(y_{3}-y_{1})(x-x_{3})+(x_{1}-x_{3})(y-y_{3})}{(y_{2}-y_{3})(x_{1}-x_{3})+(x_{3}-x_{2})(y_{1}-y_{3})}}\\[4pt]&={\frac {(\mathbf {r} -\mathbf {r_{3}} )\times (\mathbf {r_{3}} -\mathbf {r_{1}} )}{(\mathbf {r_{1}} -\mathbf {r_{3}} )\times (\mathbf {r_{2}} -\mathbf {r_{3}} )}}\\[12pt]\lambda _{3}=&\ 1-\lambda _{1}-\lambda _{2}\\[4pt]&=1-{\frac {(\mathbf {r} -\mathbf {r_{3}} )\times (\mathbf {r_{2}} -\mathbf {r_{1}} )}{(\mathbf {r_{1}} -\mathbf {r_{3}} )\times (\mathbf {r_{2}} -\mathbf {r_{3}} )}}\\[4pt]&={\frac {(\mathbf {r} -\mathbf {r_{1}} )\times (\mathbf {r_{1}} -\mathbf {r_{2}} )}{(\mathbf {r_{1}} -\mathbf {r_{3}} )\times (\mathbf {r_{2}} -\mathbf {r_{3}} )}}\end{aligned}}}마지막 줄의 식을 이해할 때, {\displaystyle (\mathbf {r_{1}} -\mathbf {r_{3}} )\times (\mathbf {r_{2}} -\mathbf {r_{3}} )=(\mathbf {r_{3}} -\mathbf {r_{1}} )\times (\mathbf {r_{1}} -\mathbf {r_{2}} )}라는 항등식에 유의하라.

#### 꼭짓점 접근법
데카르트 좌표를 무게중심 좌표로 변환하는 또 다른 방법은 이 관계를 행렬 형식으로 쓰는 것이다. {\displaystyle \mathbf {R} {\boldsymbol {\lambda }}=\mathbf {r} }여기서 {\displaystyle \mathbf {R} =\left(\,\mathbf {r} _{1}\,|\,\mathbf {r} _{2}\,|\,\mathbf {r} _{3}\right)}이고 {\displaystyle {\boldsymbol {\lambda }}=\left(\lambda _{1},\lambda _{2},\lambda _{3}\right)^{\top },} 즉{\displaystyle {\begin{pmatrix}x_{1}&x_{2}&x_{3}\\y_{1}&y_{2}&y_{3}\end{pmatrix}}{\begin{pmatrix}\lambda _{1}\\\lambda _{2}\\\lambda _{3}\end{pmatrix}}={\begin{pmatrix}x\\y\end{pmatrix}}}고유한 정규화된 해를 얻기 위해서는 {\displaystyle \lambda _{1}+\lambda _{2}+\lambda _{3}=1} 조건을 추가해야 한다. 따라서 무게중심 좌표는 선형 시스템의 해이다.{\displaystyle \left({\begin{matrix}1&1&1\\x_{1}&x_{2}&x_{3}\\y_{1}&y_{2}&y_{3}\end{matrix}}\right){\begin{pmatrix}\lambda _{1}\\\lambda _{2}\\\lambda _{3}\end{pmatrix}}=\left({\begin{matrix}1\\x\\y\end{matrix}}\right)}이는 다음과 같다.{\displaystyle {\begin{pmatrix}\lambda _{1}\\\lambda _{2}\\\lambda _{3}\end{pmatrix}}={\frac {1}{2A}}{\begin{pmatrix}x_{2}y_{3}-x_{3}y_{2}&y_{2}-y_{3}&x_{3}-x_{2}\\x_{3}y_{1}-x_{1}y_{3}&y_{3}-y_{1}&x_{1}-x_{3}\\x_{1}y_{2}-x_{2}y_{1}&y_{1}-y_{2}&x_{2}-x_{1}\end{pmatrix}}{\begin{pmatrix}1\\x\\y\end{pmatrix}}}여기서 {\displaystyle 2A=\det(1|R)=x_{1}(y_{2}-y_{3})+x_{2}(y_{3}-y_{1})+x_{3}(y_{1}-y_{2})}는 삼각형의 부호 있는 면적의 두 배이다. 무게중심 좌표의 면적 해석은 이 선형 시스템에 크라메르 법칙을 적용하여 얻을 수 있다.

### 무게중심 좌표와 삼선형 좌표 간의 변환
삼선형 좌표 x : y : z를 가진 점은 삼각형의 변 길이인 a, b, c에 대해 ax : by : cz의 무게중심 좌표를 갖는다. 반대로, 무게중심 {\displaystyle \lambda _{1}:\lambda _{2}:\lambda _{3}}를 가진 점은 {\displaystyle \lambda _{1}/a:\lambda _{2}/b:\lambda _{3}/c}의 삼선형 좌표를 갖는다.

### 무게중심 좌표의 방정식
세 변 a, b, c는 각각 다음과 같은 방정식을 갖는다.
{\displaystyle \lambda _{1}=0,\quad \lambda _{2}=0,\quad \lambda _{3}=0.}
삼각형의 오일러 직선 방정식은 다음과 같다.
{\displaystyle {\begin{vmatrix}\lambda _{1}&\lambda _{2}&\lambda _{3}\\1&1&1\\\tan A&\tan B&\tan C\end{vmatrix}}=0.}
이전에 주어진 무게중심 좌표와 삼선형 좌표 간의 변환을 사용하여, 삼선형 좌표#공식에 주어진 다양한 다른 방정식들을 무게중심 좌표로 다시 쓸 수 있다.

### 점 사이의 거리
두 정규화된 점 {\displaystyle P=(p_{1},p_{2},p_{3})}와 {\displaystyle Q=(q_{1},q_{2},q_{3})}의 변위 벡터는 다음과 같다.
{\displaystyle {\overset {}{\overrightarrow {PQ}}}=(p_{1}-q_{1},p_{2}-q_{2},p_{3}-q_{3}).}
P와 Q 사이의 거리 d 또는 변위 벡터 {\displaystyle {\overset {}{\overrightarrow {PQ}}}=(x,y,z)}의 길이는 다음과 같다.
{\displaystyle {\begin{aligned}d^{2}&=|PQ|^{2}\\[2pt]&=-a^{2}yz-b^{2}zx-c^{2}xy\\[4pt]&={\frac {1}{2}}\left[x^{2}(b^{2}+c^{2}-a^{2})+y^{2}(c^{2}+a^{2}-b^{2})+z^{2}(a^{2}+b^{2}-c^{2})\right].\end{aligned}}}
여기서 a, b, c는 삼각형의 변 길이이다. 마지막 두 표현의 동등성은 {\displaystyle x+y+z=0,}에서 비롯되는데, 이는 다음과 같이 성립하기 때문이다.
{\displaystyle {\begin{aligned}x+y+z&=(p_{1}-q_{1})+(p_{2}-q_{2})+(p_{3}-q_{3})\\[2pt]&=(p_{1}+p_{2}+p_{3})-(q_{1}+q_{2}+q_{3})\\[2pt]&=1-1=0.\end{aligned}}}
점의 무게중심 좌표는 세 삼각형 꼭짓점까지의 거리 di를 기반으로 다음 방정식을 풀어 계산할 수 있다.
{\displaystyle \left({\begin{matrix}-c^{2}&c^{2}&b^{2}-a^{2}\\-b^{2}&c^{2}-a^{2}&b^{2}\\1&1&1\end{matrix}}\right){\boldsymbol {\lambda }}=\left({\begin{matrix}d_{A}^{2}-d_{B}^{2}\\d_{A}^{2}-d_{C}^{2}\\1\end{matrix}}\right).}

### 응용

무게중심 플롯을 사용한 8, 5, 3 L 물 따르기 퍼즐의 두 가지 해법. 노란색 영역은 물병으로 달성 가능한 조합을 나타낸다. 실선 빨간색과 점선 파란색 경로는 따를 수 있는 전환을 보여준다. 꼭짓점이 점선 삼각형에 닿으면 4 L이 측정된다.

#### 삼각형에 대한 위치 결정
무게중심 좌표는 주로 삼각형 내부의 점을 다루는 데 사용되지만, 삼각형 외부의 점을 설명하는 데도 사용할 수 있다. 점이 삼각형 내부에 있지 않더라도 위 공식을 사용하여 무게중심 좌표를 계산할 수 있다. 그러나 점이 삼각형 외부에 있으므로, 적어도 하나의 좌표는 {\displaystyle \lambda _{1...3}\geq 0}이라는 원래 가정을 위반하게 된다. 사실, 데카르트 좌표로 주어진 모든 점에 대해 이 사실을 사용하여 점이 삼각형에 대해 어디에 있는지 결정할 수 있다.
점이 삼각형 내부에 있으면 모든 무게중심 좌표는 열린 구간 {\displaystyle (0,1)}에 속한다. 점이 삼각형의 변 위에 있지만 꼭짓점에 있지 않으면 면적 좌표 {\displaystyle \lambda _{1...3}} 중 하나(반대쪽 꼭짓점과 관련된 것)는 0이고, 다른 두 개는 열린 구간 {\displaystyle (0,1)}에 속한다. 점이 꼭짓점에 있으면 해당 꼭짓점과 관련된 좌표는 1이고 다른 좌표는 0이다. 마지막으로 점이 삼각형 외부에 있으면 적어도 하나의 좌표가 음수이다.
요약하자면,
점 {\displaystyle \mathbf {r} }은 {\displaystyle 0<\lambda _{i}<1\;\forall \;i{\text{ in }}{1,2,3}}일 때에만 삼각형 내부에 있다.
{\displaystyle \mathbf {r} }은 {\displaystyle 0\leq \lambda _{i}\leq 1\;\forall \;i{\text{ in }}{1,2,3}}이고 {\displaystyle \lambda _{i}=0\;{\text{, for some i in }}{1,2,3}}일 때 삼각형의 변 또는 모서리에 있다.
그렇지 않으면 {\displaystyle \mathbf {r} }은 삼각형 외부에 있다.
특히, 점이 선의 멀리 있는 쪽에 있으면 삼각형 내의 해당 점의 무게중심 좌표 중 선 위에 있지 않은 좌표는 음수 값을 가질 것이다.

#### 삼각형 비정형 격자 보간

x,y 평면에서 주어진 삼각형 격자(아래 부분)에 대한 선형 보간을 통해 얻은 표면(위 부분). 이 표면은 격자의 꼭짓점에서만 f의 값이 주어졌을 때 함수 z=f(x,y)를 근사한다.

{\displaystyle f(\mathbf {r} _{1}),f(\mathbf {r} _{2}),f(\mathbf {r} _{3})}이 알려진 양이지만, {\displaystyle \mathbf {r} _{1},\mathbf {r} _{2},\mathbf {r} _{3}}으로 정의된 삼각형 내부의 f 값은 알 수 없을 때, 선형 보간법을 사용하여 근사할 수 있다. 무게중심 좌표는 이 보간을 계산하는 편리한 방법을 제공한다. {\displaystyle \mathbf {r} }이 무게중심 좌표 {\displaystyle \lambda _{1}}, {\displaystyle \lambda _{2}}, {\displaystyle \lambda _{3}}를 갖는 삼각형 내부의 점이라면,
{\displaystyle f(\mathbf {r} )\approx \lambda _{1}f(\mathbf {r} _{1})+\lambda _{2}f(\mathbf {r} _{2})+\lambda _{3}f(\mathbf {r} _{3})}
일반적으로, 비정형 격자 또는 폴리곤 메시가 주어졌을 때, 함수 값이 메쉬의 모든 꼭짓점에서 알려져 있는 한, 이 종류의 기술을 사용하여 f의 모든 점에서의 값을 근사할 수 있다. 이 경우, 우리는 공간의 다른 부분에 해당하는 많은 삼각형을 가지고 있다. 점 {\displaystyle \mathbf {r} }에서 함수 f를 보간하려면, 먼저 {\displaystyle \mathbf {r} }을 포함하는 삼각형을 찾아야 한다. 이를 위해, {\displaystyle \mathbf {r} }은 각 삼각형의 무게중심 좌표로 변환된다. 좌표가 {\displaystyle 0\leq \lambda _{i}\leq 1\;\forall \;i{\text{ in }}1,2,3}을 만족하는 삼각형이 발견되면, 점은 해당 삼각형 또는 그 경계에 놓인다 (이전 섹션에서 설명됨). 그런 다음 {\displaystyle f(\mathbf {r} )}의 값은 위에서 설명한 대로 보간될 수 있다.
이러한 방법은 유한요소법(FEM)과 같은 많은 응용 분야를 가지고 있다.

#### 삼각형 또는 사면체에 대한 적분
삼각형 영역에 대한 함수의 적분은 데카르트 좌표계에서 계산하기 번거로울 수 있다. 일반적으로 삼각형을 두 부분으로 나누어야 하며, 이는 큰 복잡성을 초래한다. 대신, 임의의 두 무게중심 좌표, 예를 들어 {\displaystyle \lambda _{1},\lambda _{2}}로 변수 변환을 하는 것이 더 쉬운 경우가 많다. 이 변수 변환 하에서,
{\displaystyle \int _{T}f(\mathbf {r} )\ d\mathbf {r} =2A\int _{0}^{1}\int _{0}^{1-\lambda _{2}}f(\lambda _{1}\mathbf {r} _{1}+\lambda _{2}\mathbf {r} _{2}+(1-\lambda _{1}-\lambda _{2})\mathbf {r} _{3})\ d\lambda _{1}\ d\lambda _{2}}
여기서 A는 삼각형의 면적이다. 이 결과는 무게중심 좌표계의 직사각형이 데카르트 좌표계의 사변형에 해당하고, 해당 좌표계에서 해당 도형의 면적 비율이 {\displaystyle 2A}로 주어진다는 사실에서 비롯된다. 유사하게, 사면체에 대한 적분의 경우, 적분을 두세 개의 별개의 부분으로 나누는 대신, 다음과 같은 변수 변환 하에서 3D 사면체 좌표로 전환할 수 있다.
{\displaystyle \int \int _{T}f(\mathbf {r} )\ d\mathbf {r} =6V\int _{0}^{1}\int _{0}^{1-\lambda _{3}}\int _{0}^{1-\lambda _{2}-\lambda _{3}}f(\lambda _{1}\mathbf {r} _{1}+\lambda _{2}\mathbf {r} _{2}+\lambda _{3}\mathbf {r} _{3}+(1-\lambda _{1}-\lambda _{2}-\lambda _{3})\mathbf {r} _{4})\ d\lambda _{1}\ d\lambda _{2}\ d\lambda _{3}}여기서 V는 사면체의 부피이다.

### 특별한 점들의 예시
삼각형 {\displaystyle ABC}에 대해 정의된 동차 무게중심 좌표계에서, {\displaystyle ABC}의 특별한 점들에 대한 다음 진술들이 성립한다.
세 꼭짓점 A, B, C의 좌표는 다음과 같다.
{\displaystyle {\begin{array}{rccccc}A=&1&:&0&:&0\\B=&0&:&1&:&0\\C=&0&:&0&:&1\end{array}}}
무게중심의 좌표는 {\displaystyle 1:1:1}이다.
a, b, c가 각각 변 길이 {\displaystyle BC}, {\displaystyle CA}, {\displaystyle AB}이고, {\displaystyle \alpha }, {\displaystyle \beta }, {\displaystyle \gamma }가 각각 각 측정 {\displaystyle \angle CAB}, {\displaystyle \angle ABC}, {\displaystyle \angle BCA}이며, s가 {\displaystyle ABC}의 반둘레라면, {\displaystyle ABC}의 특수점에 대한 다음 진술이 추가로 성립한다.
외심의 좌표는 다음과 같다.
{\displaystyle {\begin{array}{rccccc}&\sin 2\alpha &:&\sin 2\beta &:&\sin 2\gamma \\[2pt]=&1-\cot \beta \cot \gamma &:&1-\cot \gamma \cot \alpha &:&1-\cot \alpha \cot \beta \\[2pt]=&a^{2}(-a^{2}+b^{2}+c^{2})&:&b^{2}(a^{2}-b^{2}+c^{2})&:&c^{2}(a^{2}+b^{2}-c^{2})\end{array}}}
수심의 좌표는 다음과 같다.
{\displaystyle {\begin{array}{rccccc}&\tan \alpha &:&\tan \beta &:&\tan \gamma \\[2pt]=&a\cos \beta \cos \gamma &:&b\cos \gamma \cos \alpha &:&c\cos \alpha \cos \beta \\[2pt]=&(a^{2}+b^{2}-c^{2})(a^{2}-b^{2}+c^{2})&:&(-a^{2}+b^{2}+c^{2})(a^{2}+b^{2}-c^{2})&:&(a^{2}-b^{2}+c^{2})(-a^{2}+b^{2}+c^{2})\end{array}}}
내심의 좌표는 {\displaystyle a:b:c=\sin \alpha :\sin \beta :\sin \gamma }이다.
방심의 좌표는 다음과 같다.
{\displaystyle {\begin{array}{rrcrcr}J_{A}=&-a&:&b&:&c\\J_{B}=&a&:&-b&:&c\\J_{C}=&a&:&b&:&-c\end{array}}}
구점원 중심의 좌표는 다음과 같다.
{\displaystyle {\begin{array}{rccccc}&a\cos(\beta -\gamma )&:&b\cos(\gamma -\alpha )&:&c\cos(\alpha -\beta )\\[4pt]=&1+\cot \beta \cot \gamma &:&1+\cot \gamma \cot \alpha &:&1+\cot \alpha \cot \beta \\[4pt]=&a^{2}(b^{2}+c^{2})-(b^{2}-c^{2})^{2}&:&b^{2}(c^{2}+a^{2})-(c^{2}-a^{2})^{2}&:&c^{2}(a^{2}+b^{2})-(a^{2}-b^{2})^{2}\end{array}}}
게르곤 점의 좌표는 {\displaystyle (s-b)(s-c):(s-c)(s-a):(s-a)(s-b)}이다.
나겔 점의 좌표는 {\displaystyle s-a:s-b:s-c}이다.
대칭중심의 좌표는 {\displaystyle a^{2}:b^{2}:c^{2}}이다.

## 사면체에 대한 무게중심 좌표
무게중심 좌표는 3차원으로 쉽게 확장될 수 있다. 3D 단순체는 4개의 삼각형 면과 4개의 꼭짓점을 가진 다면체인 사면체이다. 다시 말해, 네 개의 무게중심 좌표는 첫 번째 꼭짓점 {\displaystyle \mathbf {r} _{1}}이 무게중심 좌표 {\displaystyle \lambda =(1,0,0,0)}에 매핑되고, {\displaystyle \mathbf {r} _{2}\to (0,1,0,0)} 등으로 정의된다.
이것은 다시 선형 변환이며, 삼각형에 대한 위의 절차를 확장하여 사면체에 대한 점 {\displaystyle \mathbf {r} }의 무게중심 좌표를 찾을 수 있다.
{\displaystyle \left({\begin{matrix}\lambda _{1}\\\lambda _{2}\\\lambda _{3}\end{matrix}}\right)=\mathbf {T} ^{-1}(\mathbf {r} -\mathbf {r} _{4})}
여기서 {\displaystyle \mathbf {T} }는 이제 3x3 행렬이다.
{\displaystyle \mathbf {T} =\left({\begin{matrix}x_{1}-x_{4}&x_{2}-x_{4}&x_{3}-x_{4}\\y_{1}-y_{4}&y_{2}-y_{4}&y_{3}-y_{4}\\z_{1}-z_{4}&z_{2}-z_{4}&z_{3}-z_{4}\end{matrix}}\right)}
그리고 {\displaystyle \lambda _{4}=1-\lambda _{1}-\lambda _{2}-\lambda _{3}}에 해당하는 데카르트 좌표는 다음과 같다.{\displaystyle {\begin{aligned}x&=\lambda _{1}x_{1}+\lambda _{2}x_{2}+\lambda _{3}x_{3}+(1-\lambda _{1}-\lambda _{2}-\lambda _{3})x_{4}\\y&=\lambda _{1}y_{1}+\,\lambda _{2}y_{2}+\lambda _{3}y_{3}+(1-\lambda _{1}-\lambda _{2}-\lambda _{3})y_{4}\\z&=\lambda _{1}z_{1}+\,\lambda _{2}z_{2}+\lambda _{3}z_{3}+(1-\lambda _{1}-\lambda _{2}-\lambda _{3})z_{4}\end{aligned}}}다시 한번, 무게중심 좌표를 찾는 문제는 3x3 행렬의 역행렬을 구하는 문제로 귀결되었다.
3D 무게중심 좌표는 점이 사면체 부피 내부에 있는지 여부를 결정하고, 2D 절차와 유사한 방식으로 사면체 메시 내에서 함수를 보간하는 데 사용될 수 있다. 사면체 메시는 무게중심 좌표를 사용하면 3D 보간을 크게 단순화할 수 있으므로 유한요소해석에서 자주 사용된다.

## 일반화된 무게중심 좌표

무게중심 좌표는 컴퓨터 그래픽에서 삼각형 영역에 걸쳐 세 가지 색상을 균등하게 혼합하는 데 사용된다.

점 {\displaystyle p\in \mathbb {R} ^{n}}의 무게중심 좌표 {\displaystyle (\lambda _{1},\lambda _{2},...,\lambda _{k})}는 단순체 대신 유한 개의 k점 {\displaystyle x_{1},x_{2},...,x_{k}\in \mathbb {R} ^{n}}에 대해 정의되며 이를 일반화된 무게중심 좌표라고 한다. 이 경우에도 방정식
{\displaystyle (\lambda _{1}+\lambda _{2}+\cdots +\lambda _{k})p=\lambda _{1}x_{1}+\lambda _{2}x_{2}+\cdots +\lambda _{k}x_{k}}
가 성립해야 한다. 일반적으로 {\displaystyle \lambda _{1}+\lambda _{2}+\cdots +\lambda _{k}=1}인 정규화된 좌표를 사용한다. 단순체의 경우와 마찬가지로, 음수가 아닌 정규화된 일반화된 좌표({\displaystyle 0\leq \lambda _{i}\leq 1})를 가진 점들은 x1, ..., xn의 볼록 폐포를 형성한다. 완전한 단순체보다 많은 점이 있는 경우({\displaystyle k>n+1}) 점의 일반화된 무게중심 좌표는 유일하지 않은데, 이는 정의 선형 시스템(여기서 n=2)구문 분석 실패 (알 수 없는 함수 "\begin{matrix}"): {\displaystyle  \left(\begin{matrix} 1 & 1 & 1 & ... \\ x_1 & x_2 & x_3 & ... \\ y_1 & y_2 & y_3 & ... \end{matrix}\right) \begin{pmatrix} \lambda_1 \\ \lambda_2 \\ \lambda_3 \\ \vdots \end{pmatrix} = \left(\begin{matrix} 1\\x\\y \end{pmatrix}\right) }
가 과소결정이기 때문이다. 가장 간단한 예는 평면의 사각형이다. 고유한 무게중심 좌표를 정의하기 위해 다양한 종류의 추가적인 제약 조건이 사용될 수 있다.

### 추상화
더 추상적으로, 일반화된 무게중심 좌표는 차원에 상관없이 n개의 꼭짓점을 가진 볼록 다포체를 n개의 꼭짓점을 가진 표준 {\displaystyle (n-1)}-단순체의 이미지로 표현한다. 이 맵은 전사적이다. {\displaystyle \Delta ^{n-1}\twoheadrightarrow P.} 이 맵은 다포체가 단순체일 때에만 일대일이며, 이 경우 이 맵은 동형 사상이다. 이는 P가 단순체가 아닐 때 점이 고유한 일반화된 무게중심 좌표를 갖지 않는 것에 해당한다.
일반화된 무게중심 좌표의 쌍대는 슬랙 변수인데, 이는 점이 선형 제약 조건을 얼마나 만족하는지 측정하고, f-직교 공간으로의 매장 {\displaystyle P\hookrightarrow (\mathbf {R} _{\geq 0})^{f}}을 제공한다. 여기서 f는 면의 수(꼭짓점의 쌍대)이다. 이 맵은 일대일(슬랙 변수는 고유하게 결정됨)이지만 전사적이지는 않다(모든 조합이 실현될 수는 없다).
표준 {\displaystyle (n-1)}-단순체와 f-정축을 다포체에 매핑하거나 다포체가 매핑되는 표준 객체로 사용하는 것은 벡터 공간의 표준 객체로 표준 벡터 공간 {\displaystyle K^{n}}을 사용하는 것과 대조된다. 또한, 아핀 공간의 표준 객체로 표준 아핀 초평면 {\displaystyle \{(x_{0},\ldots ,x_{n})\mid \sum x_{i}=1\}\subset K^{n+1}}을 사용한다. 각 경우에 선형 기저 또는 아핀 기저를 선택하면 동형 사상을 제공하여 모든 벡터 공간과 아핀 공간을 이러한 표준 공간으로 생각할 수 있도록 한다. 이는 전사 또는 일대일 맵(모든 다포체가 단순체는 아님)을 통해서가 아니다. 또한, n-정축은 원뿔에 매핑되는 표준 객체이다.

### 응용
일반화된 무게중심 좌표는 컴퓨터 그래픽스 특히 기하학적 모델링에서 응용된다. 종종 3차원 모델은 해당 다면체에 대한 일반화된 무게중심 좌표가 기하학적 의미를 갖도록 다면체로 근사될 수 있다. 이런 방식으로 이러한 의미 있는 좌표를 사용하여 모델 처리를 단순화할 수 있다. 무게중심 좌표는 지구물리학에서도 사용된다.

## 같이 보기
- 삼선형 좌표
- 볼록 조합
- 물 따르기 퍼즐
- 동차좌표